# Liste der Biografien/Cone
Liste der Biografien |
Portal Biografien |
Personensuche
# |
A |
B |
C |
D |
E |
F |
G |
H |
I |
J |
K |
L |
M |
N |
O |
P |
Q |
R |
S |
T |
U |
V |
W |
X |
Y |
Z |
?
 
Ca |
Cb |
Cc |
Ce |
Ch |
Ci |
Cj |
Ck |
Cl |
Cm |
Cn |
Co |
Cr |
Cs |
Ct |
Cu |
Cv |
Cw |
Cy |
Cz
 
Coa–Cod |
Coe–Cok |
Col |
Com |
Con |
Coo–Coq |
Cor |
Cos |
Cot |
Cou |
Cov |
Cow |
Cox |
Coy |
Coz
 
Cona |
Conb |
Conc |
Cond |
Cone |
Conf |
Cong |
Conh |
Coni |
Conj |
Conk |
Conl |
Conn |
Cono |
Conq |
Conr |
Cons |
Cont |
Conu |
Conv |
Conw |
Cony |
Conz
Die Liste der Biografien führt alle Personen auf, die in der deutschsprachigen Wikipedia einen Artikel haben. Dieses ist eine Teilliste mit 30 Einträgen von Personen, deren Namen mit den Buchstaben „Cone“ beginnt.

## Cone
- Cone, Carin (* 1940), US-amerikanische Schwimmerin
- Cone, Claribel (1864–1929), US-amerikanische Kunstsammlerin
- Cone, Etta (1870–1949), US-amerikanische Kunstsammlerin
- Cone, Fred P. (1871–1948), US-amerikanischer Politiker
- Cone, Mac (* 1952), kanadischer Springreiter
- Cone, Robert W. (1957–2016), US-amerikanischer Militär, General der United States Army
- Cone, Roger D. (* 1958), US-amerikanischer Biowissenschaftler

### Conej
- Conejero Gallego, José Vicente (* 1951), spanischer Geistlicher und Bischof von Formosa
- Conejo Maldonado, Mario (* 1959), ecuadorianischer Politiker
- Conejo, Luis Gabelo (* 1960), costa-ricanischer Fußballspieler

### Conel
- Conelli, Caberto (1889–1974), italienischer Automobilrennfahrer und Adliger
- Conelly, Gary (* 1952), US-amerikanischer Schwimmer

### Conen
- Conen, Edmund (1914–1990), deutscher Fußballspieler
- Conen, Johannes (1944–2019), niederländischer Szenograph, Videogestalter und Theaterregisseur
- Conen, Käte (* 1940), deutsche Werbefilm-Regisseurin
- Conen, Maria (* 1979), Schweizer Architektin
- Conen, Marie-Luise (* 1949), deutsche Psychologin, Psychotherapeutin und Lehrtherapeutin
- Cönen, Sebastian (1697–1766), deutscher Benediktinerabt

### Coneo
- Coneo, Muriel (* 1987), kolumbianische Mittelstrecken- und Hindernisläuferin

### Coner
- Conermann, Stephan (* 1964), deutscher Islamwissenschaftler
- Coners, Gerhard Julius (1730–1797), deutscher evangelischer Theologe
- Conert, Hans Joachim (1929–2021), deutscher Botaniker
- Conert, Hansgeorg (1933–2004), deutscher Sotial- und Wirtschaftswissenschaftler, Autor
- Conert, Herbert (1886–1946), deutscher Architekt, Stadtplaner und Baubeamter
- Conerus, Peter Friedrich († 1861), Bürgermeister der Stadt Norden

### Cones
- Cones, Nancy Ford (1869–1962), US-amerikanische Fotografin
- Conesa Ferrer, Francisco Simón (* 1961), spanischer Geistlicher, römisch-katholischer Bischof von Solsona

### Coney
- Coney, Michael (1932–2005), britischer Science-Fiction-Autor
- Coneybeer, Frederick (1859–1950), australischer Politiker, Sprecher des South Australian House of Assembly
- Coneys, Jimmy (1914–1998), englischer Fußballspieler